# Eric Wunderlich
Eric Wunderlich (Estados Unidos, 22 de mayo de 1970) es un nadador estadounidense retirado especializado en pruebas de estilo braza larga distancia, donde consiguió ser subcampeón mundial en 1994 en los 200 metros estilo braza.

## Carrera deportiva
En el Campeonato Mundial de Natación de 1994 celebrado en Roma, ganó la medalla de plata en los 200 metros estilo braza, con un tiempo de 2:12.87 segundos, tras el húngaro Norbert Rózsa (oro con 2:12.18 segundos) y por delante de otro nadador húngaro Károly Güttler.